# USS Pennsylvania (1989)

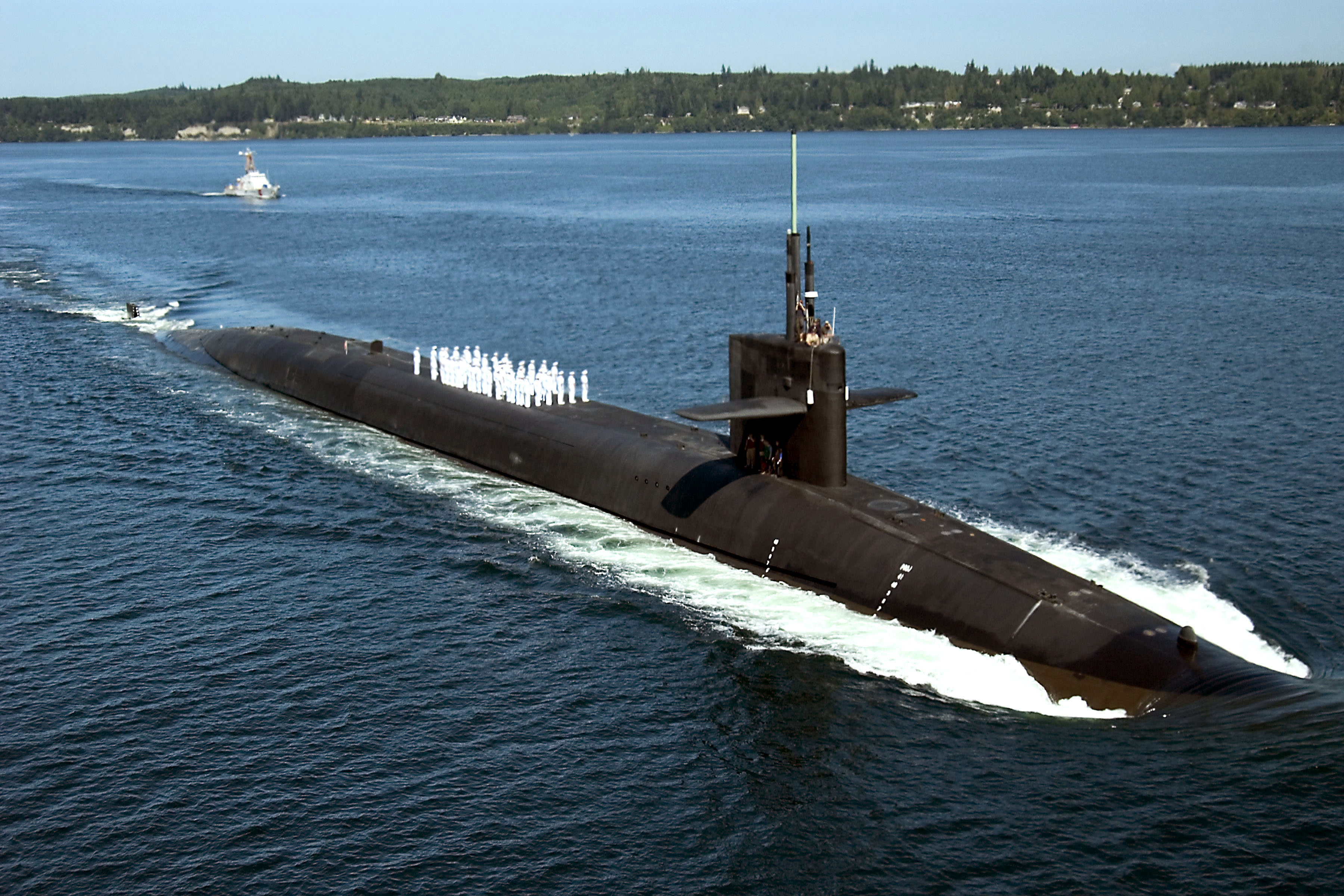
USS Pennsylvania (SSBN-735)

De USS Pennsylvania (SSBN-735) is een kernonderzeeër van de United States Navy die sinds 1989 in dienst is. De onderzeeboot behoort tot de Ohioklasse en is gewapend met 20 UGM-133 Trident II ballistische raketten met elk 12 MIRV W76 waterstofbommen van elk 475 kiloton TNT-equivalent. De Pennsylvania is als vierde boot van de marine vernoemd naar Pennsylvania, de tweede van de Dertien koloniën die zich onafhankelijk verklaarden door de Grondwet van de Verenigde Staten te ondertekenen.

## Bouw
Het contract van de bouw werd op 29 november 1982 gegund aan de divisie Electric Boat van General Dynamics in Groton in Connecticut. De kiel werd gelegd op 10 januari 1984. Op 23 april 1988 gebeurde de tewaterlating, gedoopt door Marilyn Garrett en in dienst genomen op 9 september 1989, met kapitein Richard M. Camp als bevelhebber van de "Blue Crew" en kapitein A. Lee Edwards als bevelhebber van de "Gold Crew". De twee bemanningen lossen elkaar om de drie maanden af.

## Geschiedenis van de dienst
Op 29 september 1989 liep de Pennsylvania aan de grond toen ze de vaargeul invoer tijdens haar eerste bezoek aan Port Canaveral in Florida. Sleepboten trokken haar in ongeveer twee uur los. Een onderzoek van de Amerikaanse marine stelde vast dat de Pennsylvania goed in het vaarwater gepositioneerd was, maar dat het kanaal was dichtgeslibd door de recente passage van orkaan Hugo.

## Media
De onderzeeër was het hoofdonderwerp van een aflevering van National Geographic's Big, Bigger, Biggest.